# Google メッセージ
Google メッセージ (旧称：メッセンジャー、Android メッセージ、 メッセージ by Google) は Googleが Android や Wear OS モバイル用OS向けに開発したテキストメッセージ ソフトウェア。ウェブアプリとしても提供されている。 
Google メッセージは SMS と リッチコミュニケーションサービス (RCS)を採用している。2023年より、Googleは RCS をAndroidデバイスのデフォルトメッセージ機能として有効化しており、これはAppleが iMessage で行っている実装と似た形をとっている。

## 歴史
Android SMSメッセージングのオリジナルコードは、2009年にオペレーティングシステムに統合されてリリースされた。2014年のリリースとともに、Androidから独立したスタンドアロンアプリケーションとして Android 5.0 ではリリースされ、これは Google Hangouts がデフォルトの SMS アプリとして Google's Nexus シリーズに置き換えられた。
2018年には RCS を採用し、より大きなデータファイルの送信、他のアプリとの同期、さらには文章量の大きいメッセージの作成まで行えるように改善した。このことは Google がウェブ版メッセージのサービス開始に備えた対応でもあった。
2019年12月、Google がホストするRCS サービスを介したメッセージのサポートを導入した。これはユーザーインターフェースとして「チャット機能」を含むものであった。 その後、2020年にはより広範囲にグローバル展開された。
アプリは2020年4月に10億インストールを突破し、1年足らずでインストール数が倍増した。
当初RCSは エンドツーエンドの暗号化をサポートしていなかったが、 2021年6月にSignal Protocolを使用した暗号化をデフォルトで導入した。これはすべての1対1のRCSベースの会話に対してであった。
2022年12月、ベータユーザーのすべてのRCSグループチャットに向け 暗号化を促進するために2023年8月までにすべてのユーザーに対してRCSをデフォルトで有効にした。
Samsung Galaxy S21以降、Google メッセージは一部の地域と通信事業者でSamsungのOne UI内にある自社製メッセージアプリに代わりデフォルトのテキストメッセージングアプリとなった。また、2021年4月にはGoogle メッセージはSamsungデバイスのUI変更を受け、One UIの側面に倣うように人間工学的に改善すべくメッセージリストの上部を画面の中央に押し出すなどした。
2023年2月、 Googleはメッセージのユーザーインターフェースで「チャット機能」という名称を「RCS」に置き換え始めた。 2023年8月には Googleは、安全なメッセージングのメリットを享受できるよう、ユーザーがオプトアウトしない限り、メッセージはすべてのユーザーに対してデフォルトでRCSを使用すると発表した。2023年12月、多数の新機能の登場に伴い、アプリの名前が「Googleメッセージ」に変更された。
2024年7月、Samsungは Galaxy Z Fold 6 とFlipを皮切りに、一部の地域でGalaxyデバイスにSamsung Messagesをプリインストールせず、代わりにGoogle メッセージを導入すると発表した。

## 機能
Googleメッセージの重要な機能は以下となる。
- Android、 Wear OS 、またはウェブ経由で、モバイル データと Wi-Fi 経由で 1:1 またはグループ チャット会話でインスタント テキスト メッセージと音声メッセージを送信
- RCSチャットのエンドツーエンド暗号化[19]
- 入力、送信、配信、既読のステータス
- 特定のメッセージに返信して反応する
- ファイルや高解像度の写真を共有する
- 音声メッセージの書き起こし
- メッセージをスケジュールする
- ナッジ機能により、しばらく返信しなかった誕生日やメッセージに対するアプリ内リマインダー[27]
- Google エコシステムとの緊密な統合。例:  Google カレンダー[27]、 Google Meet[28]、 Google マップ[29]、 YouTube[30]、 Google フォト[31]、 Contacts、 Googleアシスタント[32]、 Google 検索、 セーフブラウジング等。
- ウェブインターフェース：メッセージアプリは、別のデバイスのブラウザタブで使用でる。この機能を有効にするには、ユーザーはウェブページ（https://messages.google.com/web） にアクセスし、メッセージアプリの機能を使用して、スマートフォンでウェブ上に表示されるQRコードをスキャンする必要がある[33]。
- 電話番号認識：アプリは発信者の国と地域を表示します。さらに、番号がデータベースに登録されている場合は、会社名やスパム電話の警告を表示することもできる[34]。
- 一部の Pixel や Galaxy デバイスでGemini chatbotへのアクセスが可能[35]

## 参考
- Messages (Apple)
- iMessage
- Google Allo
- Google Chat
- WhatsApp
- SMS